# 切斯特 (紐約州奧蘭治縣)
切斯特（英語：Chester）是一個位於美國紐約州奧蘭治縣的鎮。

## 人口
根據2020年美國人口普查的數據，切斯特的面積為65.27平方千米，當中陸地面積為64.88平方千米，而水域面積為0.39平方千米。當地共有人口12646人，而人口密度為每平方千米194人。